# Млейха
Млейха, також Маліха, Меліха (англ. Mleiha, Mileiha, Malaiha араб. مـلَـيْـحَـة) — містечко в південно-східній частині емірату Шарджа, в Об'єднаних Арабських Еміратах. Відоме археологічними пам'ятками, включеними до одноіменного археологічного центру. Містечко оточене пустелею, серед якої знаходяться скелі мезозойських осадових відкладів.

## Історія
Околиці сучасної Млейхи були заселені з палеоліту. У неоліті існувало поселення. У бронзову добу мешканці будували складні поховання, відомі як могили періоду Умм-аль-Нар.